# Schloss Niederruppersdorf

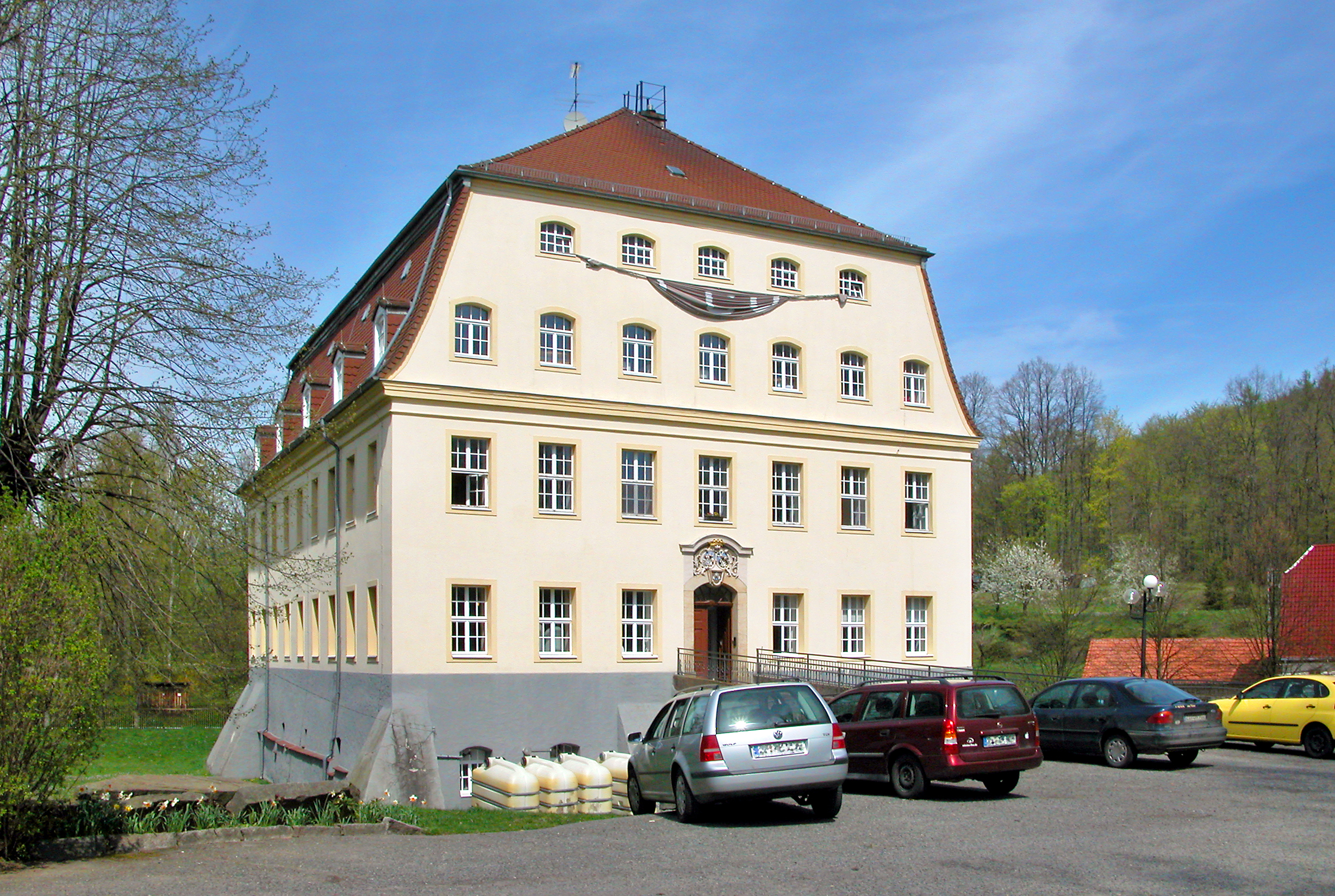
Wasserschloss Niederrupperdorf (2008)

Das Schloss Niederruppersdorf ist ein im 18. Jahrhundert errichtetes Wasserschloss, das auf den Ruinen einer abgebrannten mittelalterlichen Wasserburg erbaut wurde. Es befindet sich im Ortsteil Ruppersdorf der ostsächsischen Stadt Herrnhut und wird vom Ruppersdorfer Wasser umflossen.

## Bau

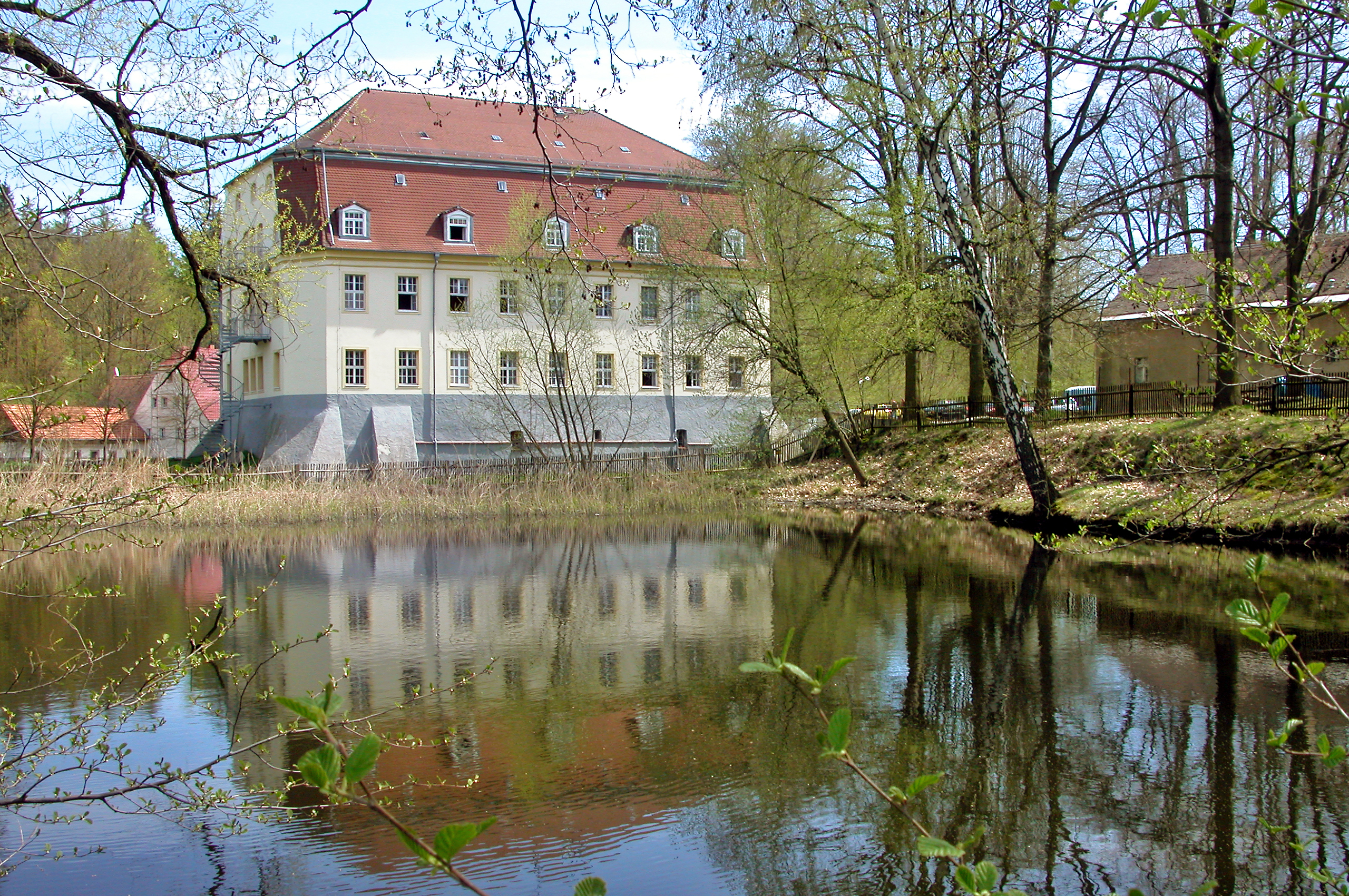
Westseite des Schlosses mit Schlossteich

Der ursprüngliche niedrige Vorgängerbau mit Walmdach und Zugbrücke wurde sowohl 1687 als auch 1752 durch Brände zerstört. An seiner Stelle wurde im selben Jahr das heutige Schloss unter Johann Heinrich Gottlob von Nostitz, dem Domherrn und Senior des Hochstifts Meißen, nach Plänen von Johann Andreas Hünigen errichtet. Architektonisch ist es ein wuchtiger, schlichter Bau auf hohen, quadratischen Grundmauern mit Strebepfeilern, die den Keller stützen. Die zwei Wohngeschosse werden von einem dreigeschossigen Mansarddach gekrönt. Das Portal auf der Südseite ist über eine zweibogige Brücke über den ehemaligen Wassergraben erreichbar und mit den Wappen der Familien Nostitz und Minckwitz verziert. Im Inneren sind die Decken des Saals im Obergeschoss und die Kamine mit Rokokoornamenten verziert.
In der Hauptachse des Schlosses befinden sich die Reste einer Lindenallee, die die Überreste der alten Gartenanlage darstellen. Diese Allee führt zu dem Gut Niederruppersdorf, das etwa 500 Meter entfernt liegt und Anfang des 19. Jahrhunderts errichtet wurde. Der ehemalige Schlosspark mit hohen Roteichen und Blutbuchen ist durch eine Bruchsteinmauer und Rotbuchenhecken von der Straße abgegrenzt. Ein Schlossteich, Rest der früheren Befestigungsanlage, schließt die Anlage zum Dorf hin ab.

## Geschichte

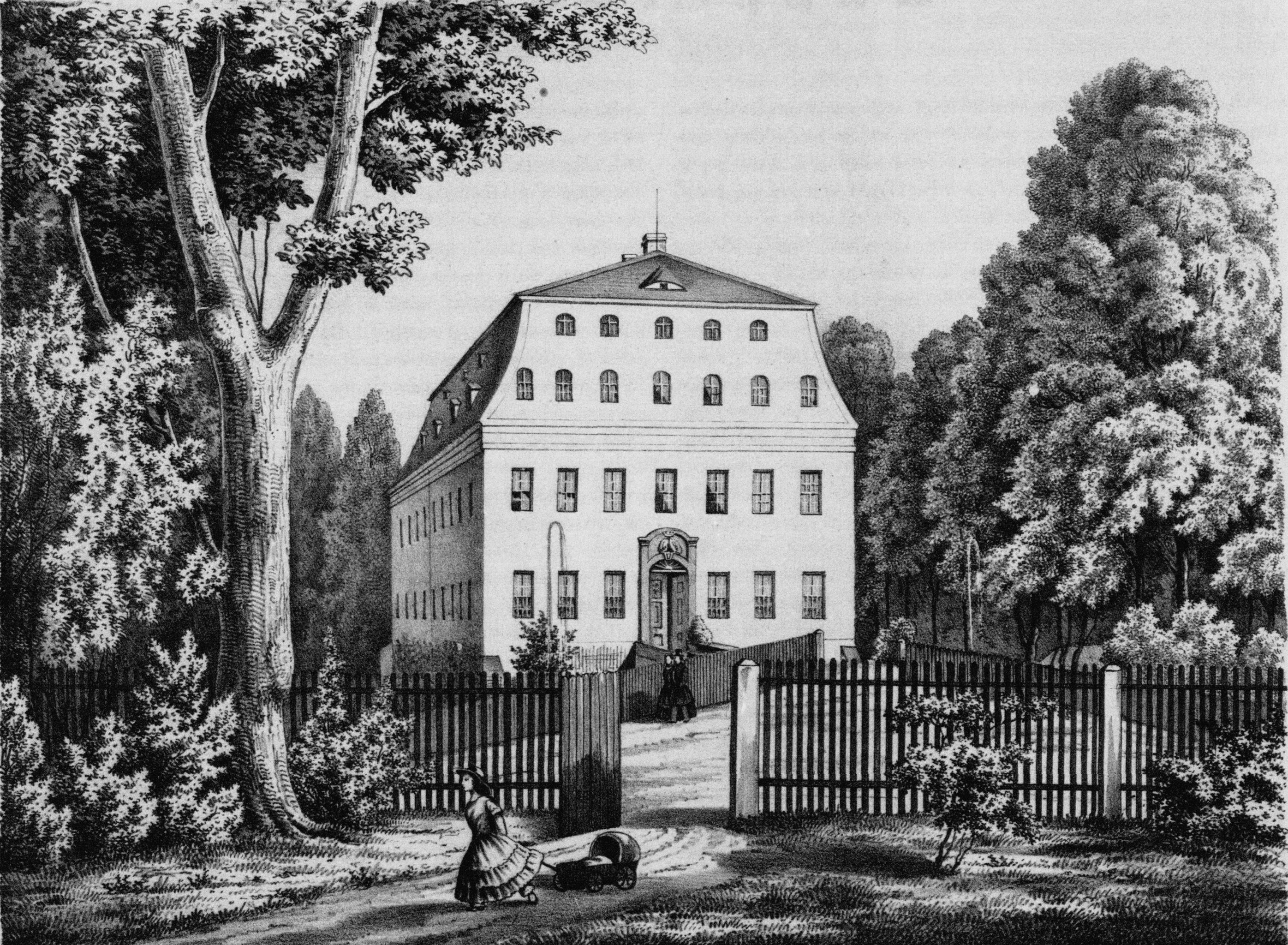
Historische Ansicht von 1850

Seit 1492 war in Niederruppersdorf ein Rittersitz benannt, ab 1562 wurde dieser dann als Rittergut bezeichnet. 1540 verkaufte die Familie von Haugwitz das Gut an Ulrich von Nostitz, in dessen Familie das Schloss bis 1830 vererbt wurde. Mit dem Tod von Thuiska von Nostitz starb die letzte Angehörige dieses Familienzweigs und das Schloss gelangte nach langwierigem Erbstreit in den Besitz ihres Ehemanns Carl Wilhelm Traugott von Mayer, dem Landesbestallten der Oberlausitz. Nach dessen Tod teilten seine Erben das Rittergut Niederruppersdorf 1873 auf und es gelangte in den Besitz der Brüder Carl und Reinhold von Mayer.
1930 verkaufte Hans von Trebra das Schloss an die Stadt Löbau, die es von 1938 bis 1945 dem Bund Deutscher Osten als Grenzlandschule zur Verfügung stellte. Um Teile des Löbauer Stadtarchivs vor Luftangriffen in Sicherheit zu bringen, wurden diese 1944 im Keller des Schlosses eingelagert. Nach dem Zweiten Weltkrieg wurden hier von 1945 bis 1947 Umsiedler untergebracht. Ab Herbst 1948 wurde das Schloss als Kinderheim des Deutschen Roten Kreuz genutzt, in dem 1994 34 Kinder untergebracht waren. Nach der Schließung des Kinderheims ging das Schloss 2005 in den Besitz eines christlichen Vereins über, der dieses sanierte und seitdem als Missionszentrum betreibt.